# Risum-Lindholm
Risum-Lindholm (frisó septentrional Risem-Loonham) és una ciutat del districte de Nordfriesland, dins l'Amt Südtondern, a l'estat alemany de Slesvig-Holstein. Fou creat el 1969 de la unió dels antics municipis de Risum i Lindholm. És un dels pocs municipis del districte de Nordfriesland continental que encara es parla una varietat de frisó septentrional. Els frisons septentrionals la consideren capital de Frísia Septentrional i hi ha la seu de la Friisk Foriining. Segons el cens de 2022 aquesta població tenia 3.912 habitants.

## Agermanaments
- Bousies